# România la Concursul Muzical Eurovision 2005
România a fost reprezentată de Luminița Anghel și Sistem cu piesa Let me try („Lasă-mă să încerc”). În finală au luat locul 3, cel mai bun loc din istoria României la concursul muzical Eurovision.